# Утриково
Утриково (рос. Утриково) — присілок в Спас-Деменському районі Калузької області Російської Федерації.
Населення становить 17 осіб. Входить до складу муніципального утворення Хутір Новоалександровський.

## Історія
Від 2004 року входить до складу муніципального утворення Хутір Новоалександровський

## Населення
| 2002 | 2007 | 2010 |
| ---- | ---- | ---- |
| 13   | →13  | ↗17  |